# Святой Франциск в раздумье
«Святой Франциск в раздумье» (итал. San Francesco in meditazione) — картина Караваджо, написанная им, вероятно, в начале XVII века.
На картине изображён Франциск Ассизский — влиятельный католик, живший в XII веке. Некоторые критики рассматривают работу как духовный автопортрет Караваджо, стремящегося к искуплению.

## История
В 1943 году картина была охарактеризована Роберто Лонги как копия утерянного оригинала.
Реставрация картины в 1986 году подтвердила принадлежность полотна кисти Караваджо.